# Cassephyra rufifrons
Cassephyra rufifrons là một loài bướm đêm trong họ Geometridae.